# Chambonchard
Chambonchard este o comună în departamentul Creuse din centrul Franței. În 2009 avea o populație de 86 de locuitori.

## Evoluția populației
| An        | 1975 | 1982 | 1990 | 1999 | 2006 | 2009 |
| --------- | ---- | ---- | ---- | ---- | ---- | ---- |
| Populație | 155  | 129  | 116  | 84   | 79   | 86   |